# Frontier of the Stars
Frontier of the Stars è un film muto del 1921 diretto da Charles Maigne, conosciuto anche con il titolo alternativo The Frontier of the Stars.

## Produzione
Il film fu prodotto dalla Famous Players-Lasky Corporation.

## Distribuzione
Distribuito dalla Paramount Pictures, il film - presentato da Jesse L. Lasky - uscì nelle sale cinematografiche USA il 30 gennaio 1921. In Finlandia, venne distribuito il 30 settembre 1923.